# Saint-Seine-sur-Vingeanne
Saint-Seine-sur-Vingeanne é uma comuna francesa na região administrativa da Borgonha-Franco-Condado, no departamento de Côte-d'Or. Estende-se por uma área de 19,36 km². Em 2010 a comuna tinha 399 habitantes (densidade: 20,6 hab./km²).